# 失敗学会
特定非営利活動法人失敗学会（しっぱいがっかい、英: Association for the Study of Failure、略称：ASF）は、2002年11月に失敗学の研究および研究者の交流を目的として設立された日本の学術団体。各種の失敗事例を集めて原因や背景、対策などを分析するウェブサイト「失敗知識データベース」を運営している。

## 概要
この法人は、市民、企業、行政、教育機関に対して失敗原因の解明および防止に関して教育、会合の主催、コンサルテーション提供、インターネットからの情報発信を通して、経済的打撃を起こしたり人命に関わったりするような事故・失敗を未然に防ぐ方策を提供することを目的とする（特定非営利活動法人失敗学会定款より）。
日本に本部を置き、アメリカ合衆国に支部がある。日本本部の所在地は東京都文京区本郷5丁目29-12。
設立時の理事は畑村洋太郎（会長）、中尾政之（副会長）、飯野謙次の3名。

## 事業内容
失敗学会が行う、特定非営利活動にかかわる事業としては、次のものがある（以下、定款より）。 
- 社会、企業、個人に損失を与える失敗、事故、災害、の原因究明
- これら失敗、事故、災害を未然に防ぐ方策の開発
- 社会、企業、個人の、失敗に対する考え方、認識、知識化する方法の普及を含めた意識改革
- 上記方策の社会一般への教育
- 研究発表を行う会合の主催
- 失敗学に関し、会誌発行を含めた出版物の販売
- 社会、企業、個人に対し、失敗に関するコンサルテーションの提供